# Magirus GmbH

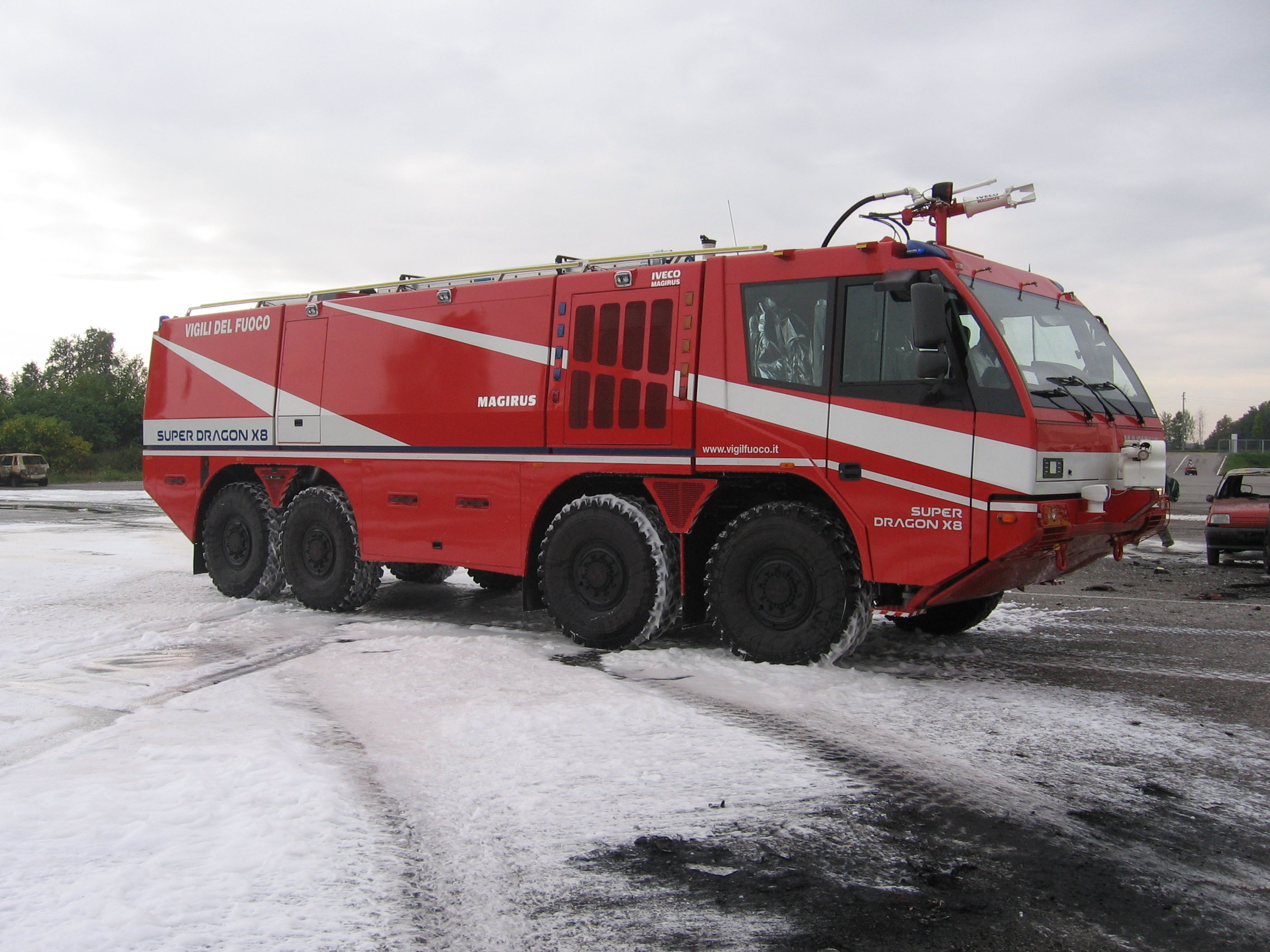
Flugfeld-Löschfahrzeug
SuperDragon 2 8x8

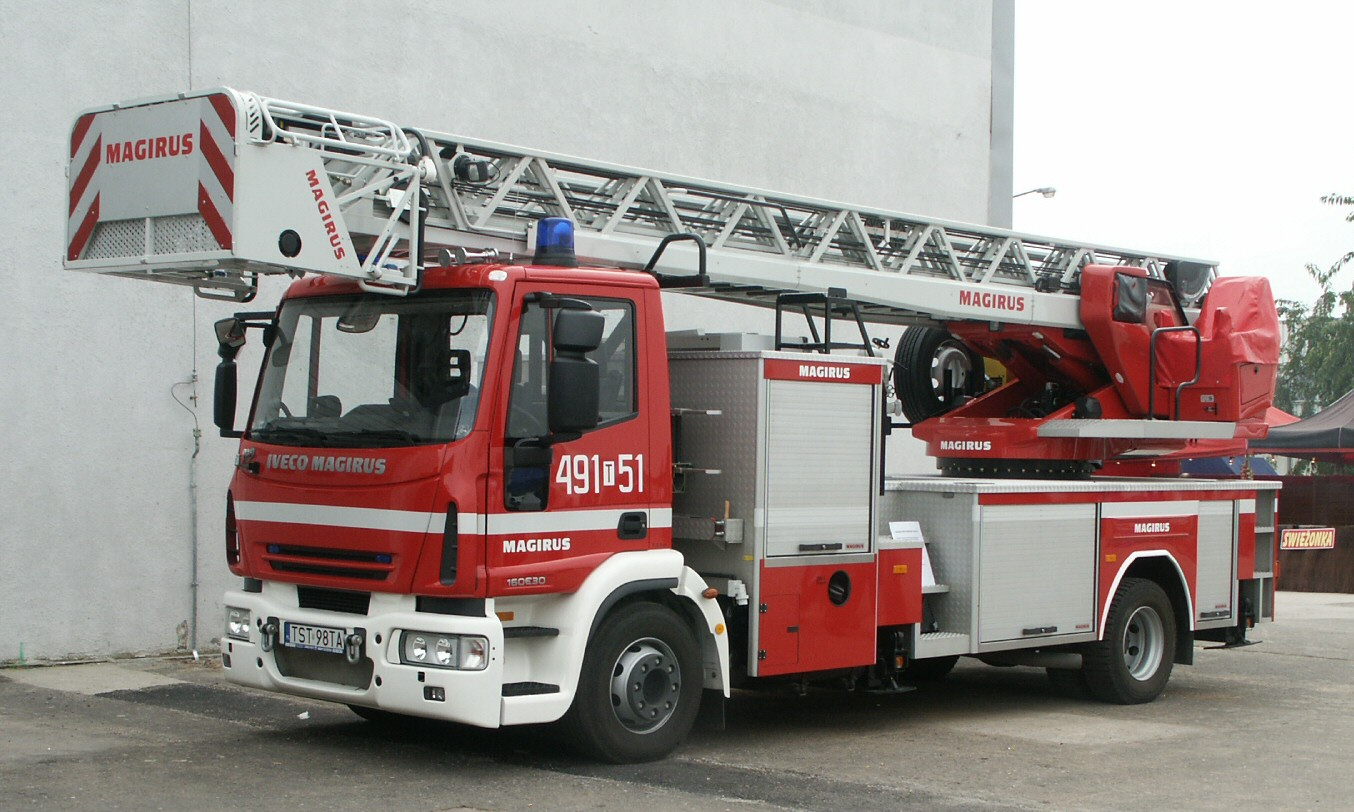
Drehleiter von Iveco Magirus

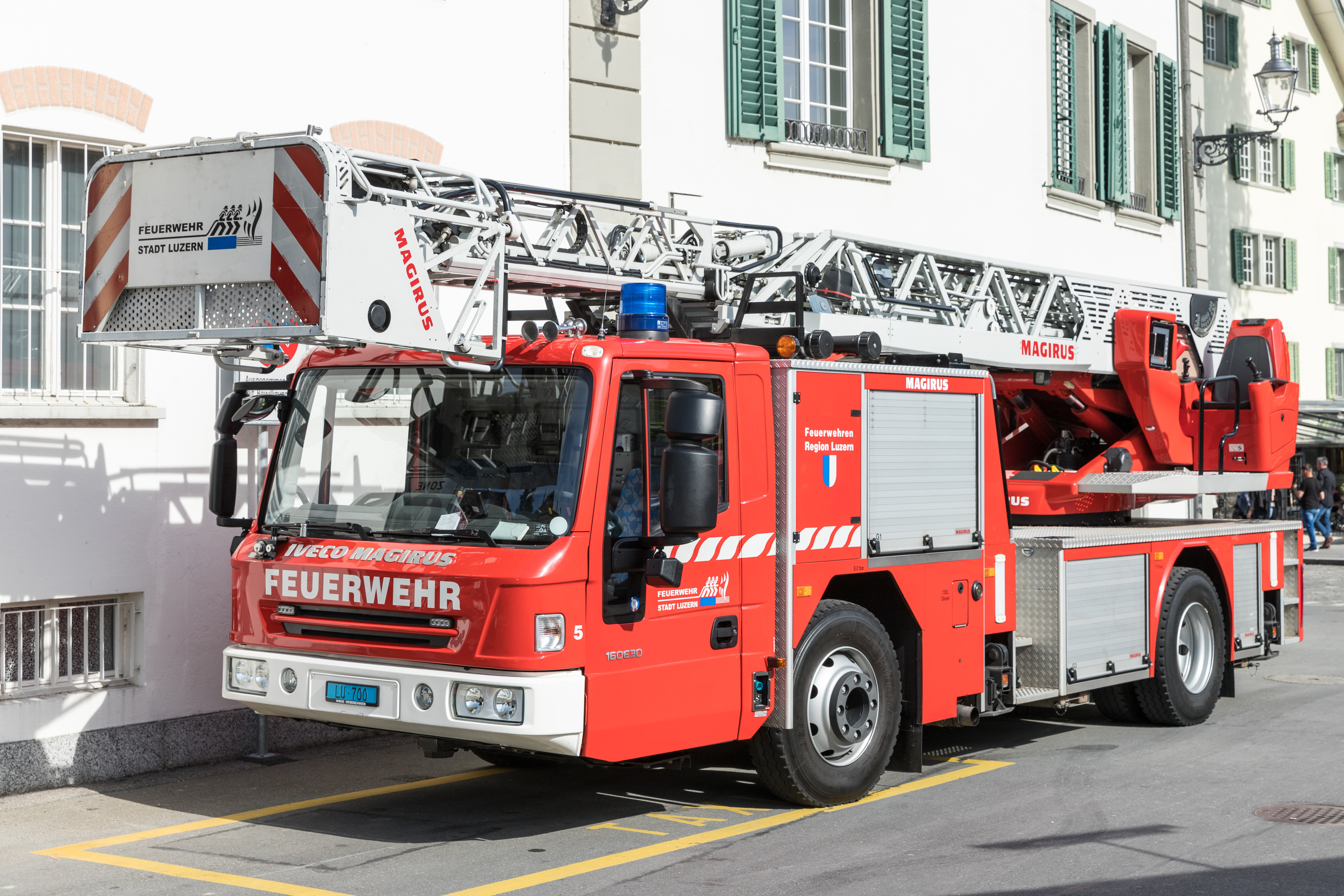
Drehleiter IVECO MAGIRUS 160E30 der Feuerwehr Stadt Luzern

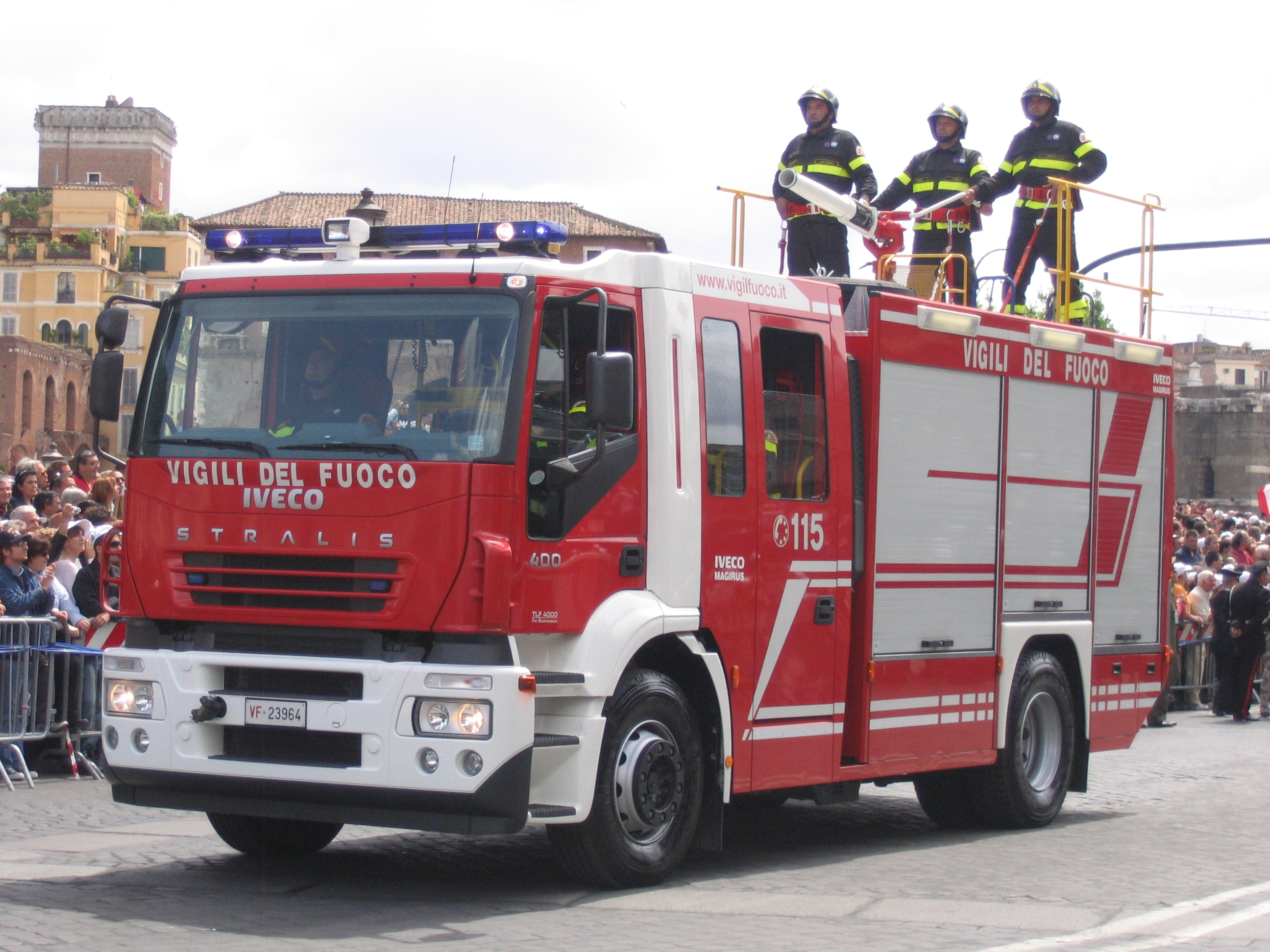
Löschfahrzeug von Iveco Magirus

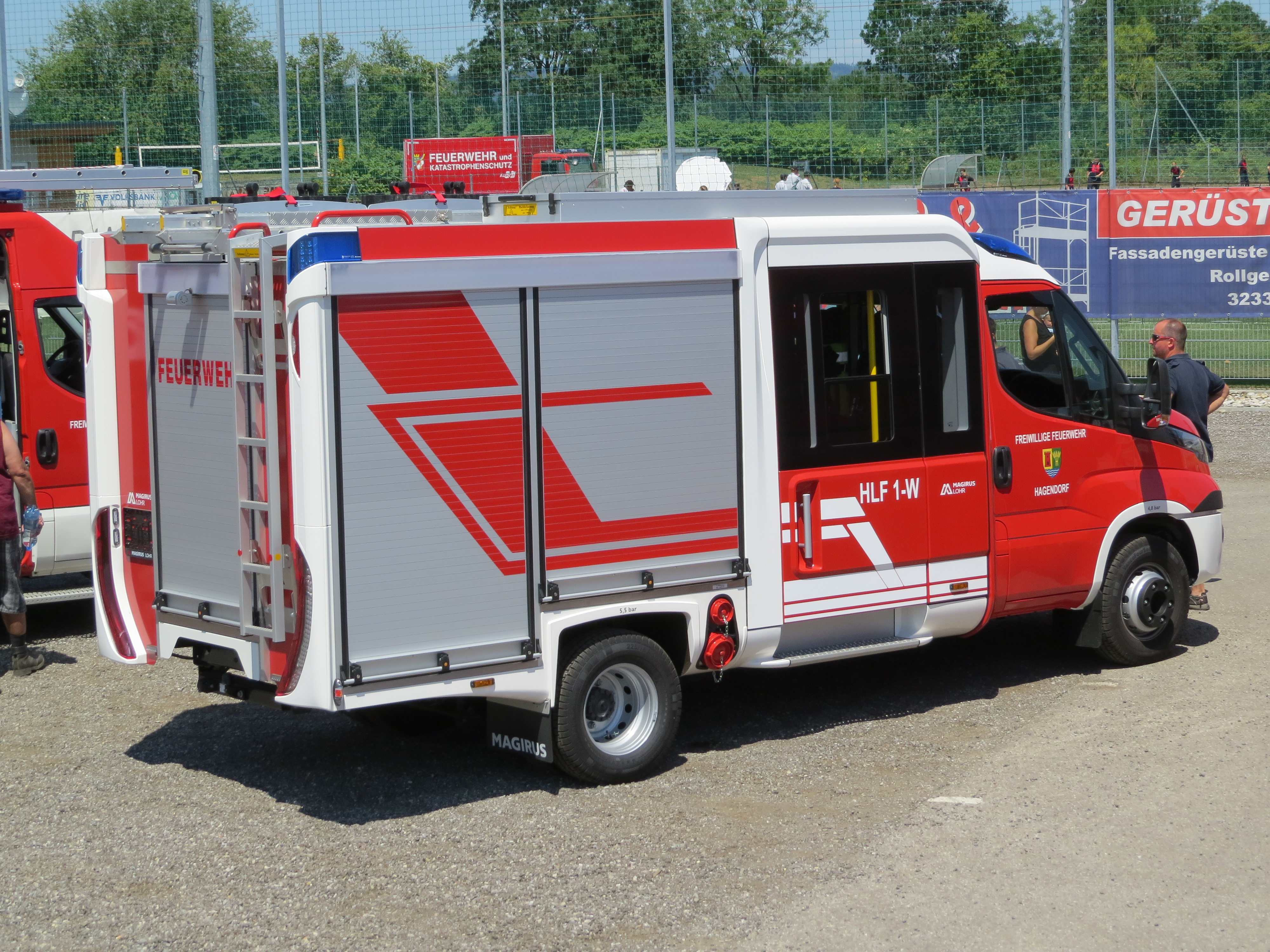
HLF 1-W Hagendorf von Magirus Lohr beim Landestreffen der Feuerwehrjugend in Mank, Österreich (2019)

Die Magirus GmbH ist ein Hersteller von Feuerwehrfahrzeugen und -ausrüstungen. Das Unternehmen entstand 1996 unter dem Namen Iveco Magirus Brandschutztechnik durch die Ausgliederung der Brandschutzsparte der Iveco Magirus. Im September 2013 wurde das Unternehmen in Magirus umfirmiert. Magirus gehörte ursprünglich zur italienischen Nutzfahrzeughersteller Iveco und wurde im Januar 2025 von der Iveco Group an den Finanzinvestor Mutares verkauft.

## Geschichte
Die Iveco Magirus Brandschutztechnik GmbH hat ihren Ursprung in dem Feuerwehrtechnik-Hersteller Magirus, der 1865 von Conrad Dietrich Magirus gegründet und 1936 von Humboldt-Deutz (heute: Deutz AG) übernommen wurde. Deutz führte die Feuerwehrfahrzeugproduktion unter der Marke Magirus-Deutz weiter. 1974 gründete Deutz das Unternehmen Magirus-Deutz, um den Geschäftsbereich zum nächsten Jahreswechsel auszugliedern und in die neue Gesellschaft Iveco einzubringen. Ab Januar 1975 gehörte Magirus-Deutz zu 100 Prozent der Iveco, die wiederum zu 80 Prozent zu Fiat gehörte. Die restlichen 20 Prozent an Iveco hielt bis 1980 Deutz, danach war Fiat Alleineigentümer von Iveco und damit auch von Magirus-Deutz. 1983 wurde die Magirus-Deutz in Iveco Magirus umbenannt. Die Brandschutzsparte wurde 1996 in die Tochtergesellschaft Iveco Magirus Brandschutztechnik ausgegliedert. 2012 wurde bekannt, dass die Werke in Weisweil, Görlitz, Chambery und Graz geschlossen werden, und dafür ein großes Brandschutzzentrum in Ulm entstehen soll. Im Dezember 2013 wurde die Firma von Iveco Magirus Brandschutztechnik in Magirus umbenannt.
Im Jahr 1997 übernahm Iveco Magirus Brandschutztechnik auch den österreichischen Hersteller Lohr in Kainbach bei Graz. In 3. Generation leitete Franz Lohr den Familienbetrieb Lohr, bevor er dann Geschäftsführer für Lohr-Magirus bzw. Iveco-Magirus wurde, 2012 ausschied und 2013 für Gimaex, einen französischen Hersteller für Einsatzfahrzeuge, am Aufbau einer Produktion im Raum um Graz arbeitet. Mit Ende 2012 sollte das Werk mit 130 Mitarbeitern, das einen Umsatz von 36 Millionen Euro im Jahr 2010 erzielte, durch Umstruktierungen nur mehr Servicestützpunkt bleiben und die Fertigung nach Ulm verlegt werden. Diese Kündigungen wurden schließlich jedoch zurückgenommen. Entgegen der ursprünglichen Planung soll der Fahrzeugaufbau verstärkt in Kainbach stattfinden.
Ab Anfang März 2013 firmierte das Unternehmen unter Iveco Magirus Lohr, zwischenzeitlich als Iveco-Lohr, bevor der Firmenname 2019 auf Magirus Lohr verkürzt wurde. Ende 2020 siedelte Magirus Lohr, das zur Führung des steirischen Landeswappens befugt wurde, vom Gründungsstandort Kainbach, an dem keine Ausdehnungsmöglichkeiten bestehen, nach Premstätten über und errichtete dort einen neuen Betrieb.
Am 20. Juli 2023 gab Iveco bekannt, dass sich der Konzern von seiner Feuerwehrsparte und damit von Magirus vollkommen trennen will. Man beabsichtige, „einen Investor zu suchen, der den Brandschutzbereich ganz oder teilweise übernimmt, der in Italien etwa 180 Personen am Standort für Spezialfahrzeuge in Brescia und etwa 1.000 in Europa beschäftigt.“ Am 13. März 2024 wurde bekanntgegeben, dass mit dem Finanzinvestor Mutares ein neuer Eigentümer gefunden wurde, der die ertragsschwache Magirus GmbH voraussichtlich ab 2025 unabhängig von der Iveco-Gruppe führen wird. Im Januar 2025 übernahm Mutares die Magirus GmbH.

## Produkte
Magirus bietet Feuerwehrfahrzeuge auf Basis von Nutzfahrzeugen der Iveco Magirus und ebenfalls auf Basis anderer Fahrgestell-Hersteller an. Als einziger Hersteller von Brandschutzfahrzeugen weltweit kann Magirus Feuerwehrfahrgestelle und -aufbauten, also komplette Fahrzeuge, aus einer Hand liefern. Produziert wird in zwei Werken unter den Markennamen Magirus (in Ulm in Deutschland sowie in Brescia in Italien).
Zusätzlich wurde mit der Klaas Alu-Kranbau aus Ascheberg (Westf.) der Multistar 2 in einem Gemeinschaftsprojekt entwickelt. Ein Teil der Fertigung findet in Ascheberg (Westf.) bei der Firma Klaas statt. Hier werden der Teleskoparbeitsmast, die Abstützung und die dafür notwendigen Anbauteile auf dem Fahrgestell angebracht. Die Fertigstellung erfolgt in Ulm bei Iveco Magirus selbst. Im Werk Ulm werden z. B. der Geräteraum mit der Ausrüstung und die Pumpeinheit sowie der Wassertank installiert. Bis 2005 gehörten auch die Markennamen Iveco Mezzi Speciali und Eurofire zu den Brandschutzaktivitäten von Iveco; beide Namen wurden jedoch aufgegeben und im Falle von Iveco Mezzi Speciali durch Magirus und im Falle von Eurofire durch Iveco Magirus ersetzt.
Magirus bietet die gesamte Produktpalette an Feuerwehrfahrzeugen und Pumpen. Im Drehleiterbereich sind sie nach eigenen Angaben Marktführer und brachten 2010 die bis dahin weltweit höchste Drehleiter mit vollhydraulischer Steuerung auf den Markt. Diese erreicht eine Rettungshöhe von 58 Meter und bringt dadurch erhebliche Vorteile bei der Personenrettung aus hohen Gebäuden. Magirus gilt zudem als größter Hersteller von Drehleiterfahrzeugen weltweit.

## Standorte
- Magirus GmbH, Ulm, Deutschland
  - Produktentwicklung
  - Fertigung (Drehleitern und Löschfahrzeuge)
  - Vertrieb und Auftragsmanagement
  - Einkauf und Logistik
  - Kundendienst
- Magirus Italia S. r. l., Brescia, Italien
  - Am Standort werden insbesondere Flugfeldlöschfahrzeuge sowie Sonder- und Waldbrandlöschfahrzeuge gefertigt.
- Magirus Camiva S.A.S., Chambéry, Frankreich
  - Kompetenzzentrum für Feuerwehrfahrzeuge
  - Vertrieb, After-Sales und Kundenservice
- Magirus Lohr GmbH, Premstätten, Österreich
  - Fertigung von Magirus Fahrzeuge für österreichische Feuerwehren, für Südtirol und benachbarte osteuropäische Länder.

## Auszeichnungen
Magirus wurde im Jahr 2014 mit dem GWA Profi für die Kampagne „Serving Heroes. Since 1864.“ prämiert.

## Presse
2011 verhängte das deutsche Bundeskartellamt eine Kartellstrafe von 17,5 Mio. Euro gegen die Iveco Magirus Brandschutztechnik GmbH. Diese Strafzahlung galt nur für den Drehleiterbereich. Die Mitbewerber Rosenbauer, die Schlingmann sowie Albert Ziegler mussten zuvor wegen verbotener Preis- und Quotenabsprachen im Rahmen des seit 2001 bestehenden Feuerwehrfahrzeuge-Kartells Bußgelder in Höhe von insgesamt 20,5 Mio. Euro zahlen. Im März 2012 wurde gegen den Hersteller wegen Preisabsprachen und Verletzung des Kartellrechtes im Bereich Feuerwehrfahrzeuge eine weitere Strafzahlung in Höhe von 30 Millionen Euro verhängt.
Großes Medienecho löst seit 2012 der jährlich von Magirus verliehene Conrad-Dietrich-Magirus-Preis für besondere Leistungen im Feuerwehr-Bereich aus.